# Saurer type C (modèle de camion)
Pour la série de camions produite des années 1930 aux années 1960, voir Saurer type C (série de camions).
Le Saurer type C est un modèle de camion fabriqué par Saurer-Suresnes pendant la Première Guerre mondiale.

## Historique
Le type C est dérivé du modèle suisse fabriqué à Arbon par l'usine-mère de Saurer. Fabriqué de manière indépendante dans l'usine française à partir de 1910, il se classe premier au concours d'endurance de juillet-août 1911 organisé par le ministère de la Guerre.
Sa charge utile, annoncée en 1911 de 6 t, est réduite l'année suivante à 5 t. Le type C est à nouveau primé au concours de 1913. La version produite à partir de 1913 est désignée C4 et sa production s'étend jusqu'en 1920. De 1916 à 1917 (ou de 1915 à 1918), la production est interrompue « semble-t-il ».
À la mobilisation d'août 1914, l'Armée française réquisitionne les modèles achetés par les particuliers (ayant bénéficié des primes ministérielles) puis commande de nouveaux camions sortant d'usine.
Les Saurer type C servent dans les sections de transport de matériel, pour transporter le matériel des ambulances militaires ou encore pour porter le canon de 155 C modèle 1917 dans l'artillerie lourde portée.

## Conception
Le Saurer type C est doté d'une transmission à chaînes. Les camions Saurer sont également équipés de dispositifs avancés : un frein-moteur à air comprimé, un carburateur automatique et un régulateur de vitesse à 25 km/h.
Le moteur, un quatre-cylindres groupés deux par deux, est du modèle conçu à Arbon en 1907 et est commun aux types A, B et C. D'une cylindrée de 5,3 l, il donne au type C une puissance de 30 ou 35 ch,.
Le poids à vide de 4,0 t passe à 4,5 t en 1918 lorsqu'un nouveau châssis, renforcé, entre en production.